# Javier Pinola
Javier Horacio Pinola, né le 24 février 1983 à Olivos, est un footballeur international argentin évoluant au poste de défenseur.

## Palmarès
- 1. FC Nuremberg
  - Vainqueur de la Coupe d'Allemagne en 2007.
- CA River Plate
  - Vainqueur de la Coupe d'Argentine en 2017